# ФК АЕК Ларнака
Фудбалски клуб АЕК Ларнака (грч. Αθλητική Έvωση Κιτίου Λάρνακας ) је кипарски фудбалски клуб из Ларнаке. Основан је 1994. и тренутно се такмичи у Првој лиги Кипра. АЕК је освојио 2 трофеја националног купа и један суперкуп Кипра, а највећи успех у лиги му је друго место у првенству које је заузимао чак шест пута.

## Успеси
- Првенство Кипра
  - Вицепрвак (6): 2014/15, 2015/16, 2016/17, 2018/19, 2021/22, 2023/24.
- Куп Кипра
  - Освајач (2): 2003/04, 2017/18.
  - Финалиста (2): 1995/96, 2005/06.
- Суперкуп Кипра
  - Освајач (1): 2018.
  - Финалиста (2): 1996, 2004.